# 森尼米德伍茲 (印第安納州)
森尼米德伍茲（英語：Sunnymede Woods）是位於美國印地安納州艾倫縣的一個非建制地區。該地的面積和人口皆未知。

## 地理
森尼米德伍茲的座標為41°03′55″N 85°03′58″W / 41.06528°N 85.06611°W，而該地的平均海拔高度為243米（即797英尺）。